# ゲイル・マンキューソ
ゲイル・マンキューソ （Gail Mancuso、1958年7月14日 - ） は、別名：ゲイル・マンキューソ・コードレイともいい、アメリカの映画監督。

## 来歴・人物
マンキューソは、アメリカ、イリノイ州のメルローズ・パークで幼少期を過ごし医師のブライアン・ダウンと結婚。 カリフォルニア州バレンシアの自宅とイリノイ州のリバーフォレストで、2つの生活を営んでいる。
マンキューソは、テレビのトークショーの先駆けとしてキャリアをスタートしました。後に、ショータイムコメディブラザーズの脚本監督になった。 1989年には、ロザンヌのアソシエイトディレクターとして活躍し、メインディレクターの1人が1991年に退職した後は、マンキューソがメインディレクターの1人となり、第8シーズンまで活躍した。その後、Friends、Dharma、Greg、Two Guys、a Girl、a Pizza Placeなど、数多くのテレビシリーズのエピソードの監督を担当した。
2019年には、僕のワンダフルライフの続編となる 僕のワンダフル・ジャーニー の監督を務めている。

## 主な監督作品

### テレビドラマ
- フレンズ Season1-6 (1994-2000)
- ギルモア・ガールズ Season2-3 (2001-2003)
- コミ・カレ!! Season1 (2009-2010)
- ザ・ミドル 中流家族のフツーの幸せ Season1 (2009-2010)
- モダン・ファミリー Season2-6 (2010-2015)
- CHUCK/チャック Season4 (2010-2011)
- 大統領とバカ息子 (2012-2013)
- Ben & Kate (2012-2013)
- 23号室の小悪魔 Season2 (2012-2013)
- フアン家のアメリカ開拓記 Season1 (2015)

### 映画
- 僕のワンダフル・ジャーニー A Dog's Journey (2019)